# Yasunori Hayashi
Yasunori Hayashi (林保徳, Hayashi Yasunori), alias Yasu, est un chanteur, compositeur, et parolier japonais. Il est le chanteur du groupe Janne Da Arc, et de Acid Black Cherry (son projet en solo).

## Biographie
Hayashi Yasunori est né le 27 janvier 1975 à Hirakata, dans le préfecture d'Osaka. 
Lors de sa troisième année de collège en 1989, ka-yu l'invite à rejoindre le groupe Omae Utae ya. (おまえ唄えや。). Puis au mois de juin, tous les deux rejoignent Puppy (パピー), le groupe créé en 1988 par you. Durant l'été, le groupe change de nom pour Ketsumakuen (結膜炎). C'est alors un groupe spécialisé en reprises de titres de X-Japan. ka-yu quitte le groupe. En février 1990, le groupe change de nouveau de nom pour Inter-Section (ｲﾝﾀｰｾｸｼｮﾝ). En 1990, alors qu'ils sont au lycée, ils recrutent une claviériste et renomment le groupe Okyan Ti-su (おきゃんてぃーす). En 1991, Yasu recrute kyio. Yasu a raconté lors d'un concert qu'à cette époque, quand il ne pouvait pas aller au karaoké, il s'entrainait à chanter avec une serviette sur la bouche pour ne pas déranger les voisins.
Le 2 décembre 1991, après avoir renommé le groupe Janne Da Arc, ils réalisent leur premier concert. En novembre 1992, ils sortent leur première démo, la deuxième le 7 juillet 1993 et la troisième le 8 aout 1994,. Le 9 mai 1996 avec l'arrivée de shuji, ils commencent à jouer dans les bars et deux ans après, ils s’installent à Tokyo. Le 19 mai 1999, Yasu avec Janne Da Arc sort son premier single en major, Red Zone. Le 13 février 2003, yasu sort un roman, "Another Storie", qui reprend le contexte de leur album du même nom. En janvier 2007, après 6 albums, 8 années de succès, deux nouveaux double-singles et une grande tournée en 2006, le groupe se met en pause.
Yasu se lance alors dans son projet solo Acid Black Cherry, qui rencontre vite un grand succès. Il doit interrompre ses activités après la tournée ayant suivi le deuxième album du groupe, en raison de graves problèmes de kystes aux cordes vocales nécessitant une chirurgie. Il est de retour en 2010 avec le live Re:Birth, et le troisième album du groupe sort en 2012. Il participe en octobre 2013 au supergroupe temporaire Halloween Junky Orchestra, et se produit en octobre 2014 sous le nom "Acid Black Halloween" lors des concerts Haloween Party organisés par le groupe VAMPS. Le quatrième album d'Acid Black Cherry sort en 2015, et est suivi d'une tournée. En 2016 Yasu fait une autre pause à cause d'une nouvelle fatigue vocale. 
En 2017, alors que l'album spécial Acid Blood Cherry vient de sortir, il interrompt tous les événements prévus pour le dixième anniversaire de son groupe Acid Black Cherry et quitte le Japon pour quelques mois, en raison de graves problèmes de santé à la suite de son intense activité scénique de ces dernières années : il a de gros dommages à ses vertèbres cervicales, et ces douleurs se sont répercutées à son corps entier, nécessitant une chirurgie.
En avril 2019, la séparation définitive de Janne Da Arc est annoncé. Chacun des membres du groupe poursuivent leurs carrières en solo.

## Chant et Écriture
Alors que la plupart des musiciens font qu'écrire les paroles de chansons, Yasu a poussé son amour de l'écriture jusqu'à en faire un roman. Tout a commencé avec l'album Another Storie de Janne Da Arc. Lors de la sortie de l'album le 13 février 2003, Yasu a publié un roman de 194 pages, du même nom vendu à 25 000 exemplaires et ayant fait l'objet d'une réédition en 2007. Ce roman est un pendant de l'album. 
Lors de la sortie de l'album Q.E.D., les acheteurs eurent la surprise de retrouver une petite histoire incluse dans le livret. Le style est celui d'une nouvelle policière. On pourrait y voir l'influence de Keigo Higashino, un auteur dont il a lu de nombreux ouvrages et qu'il cite en interview. Puis, pour son album 2012, il inclut de nouveau une histoire dans le livret mais cette fois-ci un conte pour enfant. Yasu justifie ce choix dans le style d'écriture par la volonté de toucher un public plus large, public moins réceptif à l'image d'ABC. 
Yasu considère que le packaging de ses albums est très important. Il perçoit ses albums comme un tout uni autour d'un concept. Dans une interview, il explique qu'il commence par créer l'intrigue. Puis, ils cherchent dans toutes les chansons qu'il avait déjà rédigé, celles qui pourrait coller à l'intrigue et modifie les paroles quand cela s'avère nécessaire. Ainsi, à la fois l’histoire et les chansons forment un tout cohérent, faits pour embarquer les lecteurs dans son univers. 

## Groupes
- Janne Da Arc
- Acid Black Cherry
- Halloween Junky Orchestra
- Acid Black Halloween

## Discographie
(Voir aussi les discographies de Acid Black Cherry, Janne Da Arc, Halloween Junky Orchestra)
- composition des chansons "R-Shitei" (2003) et "Glorious Night" (2009) pour Nanase Aikawa.
- chanteur invité sur la chanson "D.D.D." de l'album Roses de jealkb (2007).
- chanteur invité sur la chanson "Tears" de l'album Artisan of Pleasure" de kiyo (2008).
- composition du thème "Stop it Love" pour l'émission de radio Neptune no all Night Nippon Super! (ネプチューンのallnightnippon SUPER!?)

## Articles Connexes
- Acid Black Cherry
- Janne Da Arc